# Хайнрих II (Ройс-Гера)
Вижте пояснителната страница за други личности с името Хайнрих II.
Хайнрих II Ройс-Гера (млада линия) (на немски: Heinrich (II) Posthumus Reuß (jüngere Linie); Heinrich der Jüngere Postumus; * 10 юни 1572 в Гера; † 13 декември 1635 също там) е господар на Гера, Лобенщайн и Обер-Кранихфелд. Той е прародител (точно: прапрапрапрапрадядо) на Виктория.
Той е единственият, постум роден, син на Хайнрих XVI (I) Ройс цу Гера (1530 – 1572), основателят на „младата линия Ройс“, и втората му съпруга графиня Доротея фон Золмс-Лаубах (1547 – 1595), дъщеря на граф Фридрих Магнус фон Золмс-Лаубах-Зоненвалде (1521 – 1561) и графиня Агнес фон Вид († 1588).
През 1608 г. Хайнрих II подарява гимназията Рутенеум (днес Goethe-Gymnasium/Rutheneum). в Гера. Той е съветник на три императора и често гост в дворовете във Виена и Дрезден, интересува се от музика.
По случай неговата смърт Хайнрих Шюц компонира 1635/1636 г. Musikalische Exequien.

## Фамилия
Хайнрих II се жени два пъти.
На 7 февруари 1594 г. той се жени за Магдалена фон Хоенлое (1572 – 1596), дъщеря на граф Волфганг фон Хоенлое-Вайкерсхайм-Лангенбург и графиня Магдалена фон Насау-Диленбург. Те имат една дъщеря:
- Доротея Магдалена (1595 – 1640), омъжена 1620 за бургграф Георг II фон Кирхберг (1569 – 1641)

Хайнрих II се жени през 1597 г. за Магдалена II фон Шварцбург-Рудолщат (1580 – 1652), дъщеря на граф Албрехт VII фон Шварцбург-Рудолщат, с която има децата:
- Юлиана Мария (1598 – 1650), омъжена на 9 октомври 1614 г. в Шлайц за граф Давид фон Мансфелд-Хинтерорт-Шраплау (1571 – 1628)
- Хайнрих I (*/† 1599)
- Агнес (1600 – 1642), омъжена на 10 юни 1627 г. в Гера за граф Ернст Лудвиг фон Мансфелд-Хинтерорт-Хелдрунген (1605 – 1632)
- Елизабет Магдалена (1601 – 1641)
- Хайнрих II (1602 – 1670), господар цу Гера и Заалбург
- Хайнрих III (1603 – 1640), господар цу Ройс-Шлайц
- Хайнрих IV (1604 – 1628)
- Хайнрих V (*/† 1606)
- Хайнрих VI (*/† 1606)
- София Хедвиг (1608 – 1653)
- Доротея Сибила (1609 – 1631), омъжена на 12 юни 1627 г. в Гера за фрайхер Кристиан Шенк фон Таутенбург (1599 – 1640)
- Хайнрих VII (1610 – 1611)
- Хайнрих VIII (*/† 1613)
- Анна Катарина (1615 – 1682)
- Хайнрих IX (1616 – 1666), господар цу Шлайц
- Ернестина (1618 – 1650), омъжена на 20 октомври 1639 г. в Хартенщайн за фрайхер Ото Албрехт фон Шьонбург-Хартенщайн (1601 – 1681)
- Хайнрих X (1621 – 1671), господар цу Лобенщайн и Еберсдорф